# Фромантью, Хендрик де
Хендрик де Фромантью (нидерл. Hendrik de Fromantiou; 1633/1634, Маастрихт — 29 марта 1694, Берлин) — нидерландский художник XVII века.

## Биография
Хендрик де Фромантью родился около 1633 года в Маастрихте. Около 1642 года переехал в Бреду, а в 1647 году — в Неймеген. C 1654 по 1659 год работал в Гааге.
В 1670 году был назначен художником при дворе Фридриха Вильгельма фон Бранденбурга в Берлине. Много путешествовал по Нидерландам в качестве оценщика картин.
В 1672 году женился на дочери голландского жанриста и анималиста Филипса Ваувермана.
В последующие годы посетил Амстердам, Антверпен, Роттердам, Лондон, Данциг и ряд других городов, в том числе с целью приобретения картин.

## Творчество
Обязанности, связанные с придворной деятельностью Фромантью, оставляли ему мало времени на живопись. Он работал главным образом в жанре цветочного натюрморта, ориентируясь в своём творчестве на работы Яна Давидса де Хема и Виллема ван Алста. Кроме того, де Фромантью писал «охотничьи» натюрморты, «обманки» и «ванитас».

## Галерея

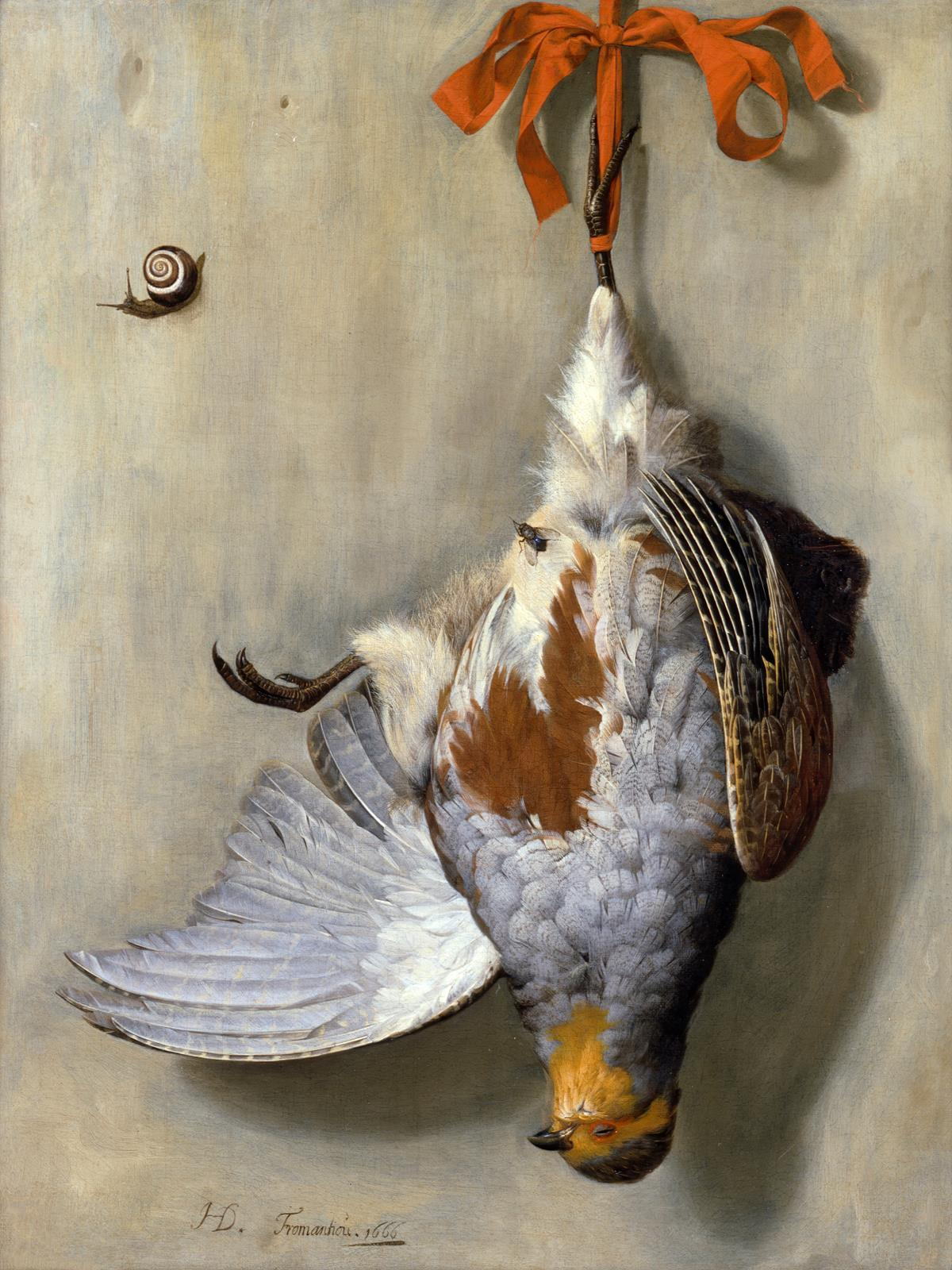
«Обманка с куропаткой, подвешенной на красной ленте, мухой и улиткой на стене». 1666
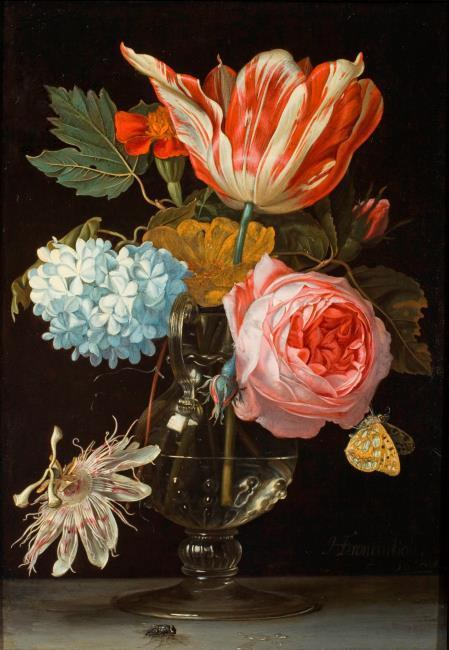
«Цветы в вазе, с цветком пассифлоры». 1668
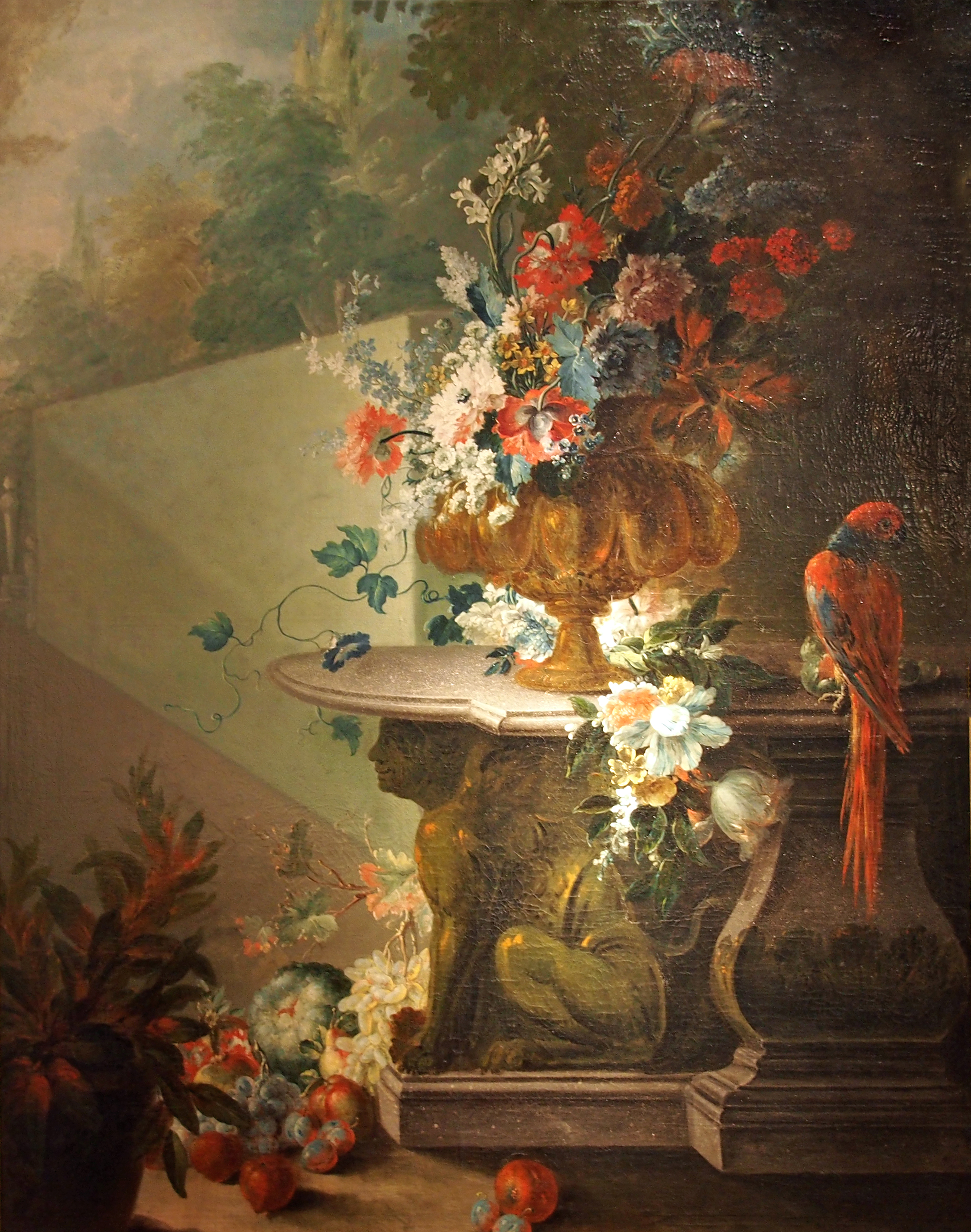
«Цветы, фрукты и попугай на столе». 1672
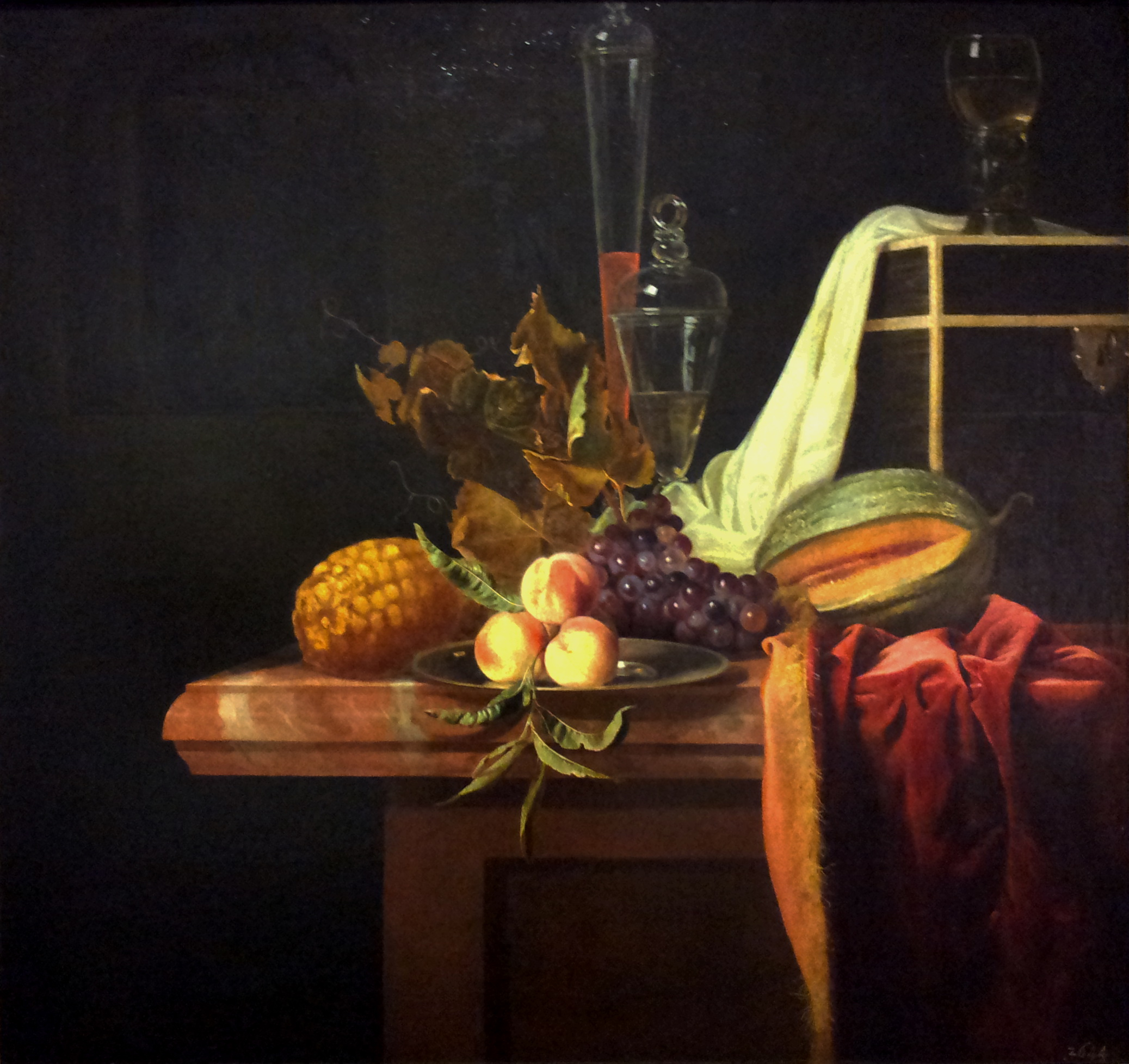
«Натюрморт с фруктами и стаканами». 1670—80